# Print Media Academy

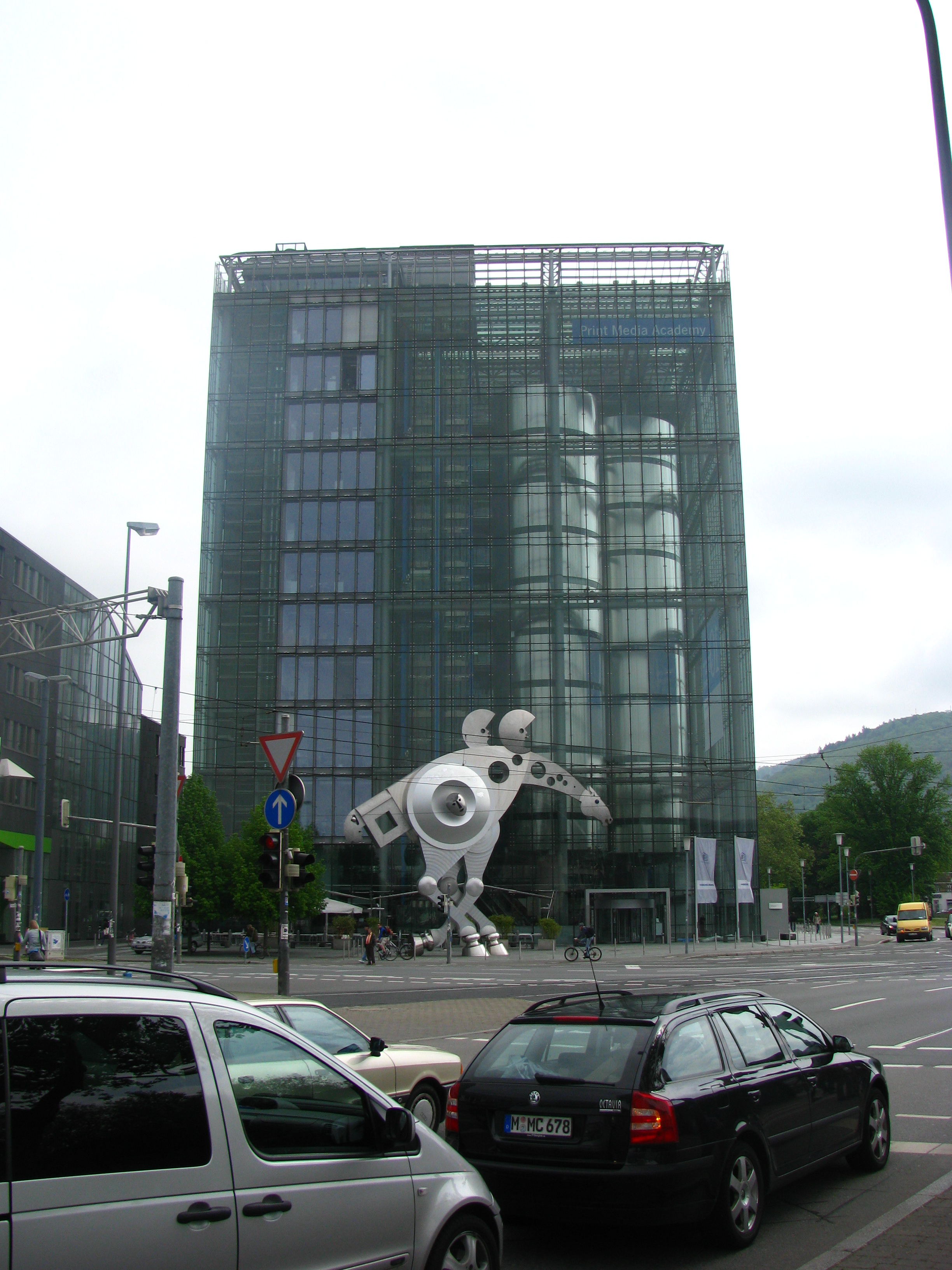
Print Media Academy

De Print Media Academy is een kantoorgebouw in de buurt van het centraal station van Heidelberg.
Met een hoogte van 50 meter is het gebouw de vierde hoogste wolkenkrabber in Heidelberg en werd het gebouwd van 1998 tot 2000 in opdracht van Heidelberger Druckmaschinen AG. Het heeft een oppervlakte van 37 bij 37 meter. De bouwkosten bedroegen bijna 80 miljoen Duitse mark. De Print Media Academy biedt verschillende seminarruimten en een auditorium voor 200 personen, die gehuurd kunnen gehuurd voor evenementen. Op de hogere verdiepingen zijn er kantoren en een tweetal bars. Op het voorplein van het object staat het S-Printing Horse, het grootste paardenbeeld ter wereld.